# Prix Découverte des Amis du Palais de Tokyo
En plus de leur soutien financier au Palais de Tokyo, les Amis décernent chaque année leur Prix à un artiste émergent, selon un processus impliquant fortement les membres de l'association. 

## Historique
Créé en 2008, le Prix des Amis du Palais de Tokyo (d) est une chance pour un artiste de la scène française de bénéficier d'une visibilité forte, favorisant son émergence.  
Les membres de l'association sont invités chaque année à proposer la candidature d'un ou plusieurs artistes. La procédure de sélection se déroule en trois étapes :  
- Un comité de sélection examine l'ensemble des dossiers et en retient huit à dix.
- Les dossiers sont ensuite étudiés par un jury, comprenant six Amis du Palais de Tokyo et deux à quatre personnalités du monde de l'art. Trois nommés sont sélectionnés lors de cette étape.
- Les dossiers des trois nommés sont ensuite présentés par un rapporteur, choisi par l'artiste, à l'ensemble des Amis du Palais de Tokyo au cours d'une soirée finale, au cours de laquelle ils votent pour élire le lauréat.

L'artiste lauréat reçoit une dotation financière pour la production des œuvres et la réalisation de son exposition personnelle dans un espace du Palais de Tokyo.
Les trois dernières éditions du Prix étaient présidées par le collectionneur Frédéric de Goldschmidt.

## Les lauréats du Prix des Amis du Palais de Tokyo
- 2021-2022 : Rakajoo[1]
- 2019-2020 : Eva Medin
- 2018 : Nicolas Daubanes
- 2017 : Linda Sanchez
- 2016 : Romain Vicari
- 2015 : Hayoun Kwon
- 2014 : Sara Favriau[2]
- 2013 : Enrique Ramírez (en)[3]
- 2012 : Marcos Avila Forero (d)
- 2011 : Cécile Beau[4]
- 2010 : John Cornu (d)[5]
- 2009 : Emmanuel Régent[6]
- 2008 : Yann Serandour